# Dundahera
Dundahera è una suddivisione dell'India, classificata come census town, di 10.640 abitanti, situata nel distretto di Gurgaon, nello stato federato dell'Haryana. In base al numero di abitanti la città rientra nella classe IV (da 10.000 a 19.999 persone).

## Geografia fisica
La città è situata a 28° 30' 46 N e 77° 04' 41 E.

## Società

### Evoluzione demografica
Al censimento del 2001 la popolazione di Dundahera assommava a 10.640 persone, delle quali 6.238 maschi e 4.402 femmine. I bambini di età inferiore o uguale ai sei anni assommavano a 1.276, dei quali 713 maschi e 563 femmine. Infine, coloro che erano in grado di saper almeno leggere e scrivere erano 8.073, dei quali 5.181 maschi e 2.892 femmine.